# Blood Moon: Year of the Wolf
Blood Moon: Year of the Wolf é um álbum de compilação do rapper estadunidense Game.
Lançado no dia 14 de outubro de 2014, contém 15 faixas.

## Lista de faixas
1. "Bigger Than Me" - 5:31
2. "F.U.N." - 3:05
3. "Really" (com Yo Gotti, 2 Chainz, Soulja Boy & T.I.) - 5:27
4. "Fuck Yo Feelings" (com Lil Wayne e Chris Brown) - 3:36
5. "On One" (com King Marie & Ty Dolla Sign) - 3:14
6. "Married To The Game" (com French Montana, Dubb e Sam Hook) - 4:40
7. "The Purge" (com Stacy Barthe)- 5:14
8. "Trouble On My Mind" (com Dubb, Jake e Papa) - 2:58
9. "Cellphone" (com Dubb) - 3:59
10. "Best Head Ever" (com Tyga & Eric Bellinger) - 3:39
11. "Or Nah" (com Too Short, Problem, AV e Eric Bellinger) - 4:14
12. "Take That" (com Tyga e Pharaoh Prophet) - 3:04
13. "Food For My Stomach" (com Dubb e Skeme) - 4:16
14. "Hit Em Hard" (com Bobby Shmurda, Freddie Gibbs e Skeme) - 4:41
15. "Black On Black" (com Young Jeezy & Kevin Gates) - 5:11